# Renault Latitude
La Latitude è una grande berlina di segmento E prodotta dalla casa francese Renault dal 2010 al 2015.

## Storia e profilo
Nel 2008, un anno prima dell'uscita di produzione della sfortunata Vel Satis, viene presentata una grossa berlina, inizialmente indicata come Safrane II, nata sfruttando le sinergie della Casa francese e della giapponese Nissan, a cui Renault è unita nel gruppo Renault-Nissan fin dal 1999. La nuova vettura risponde ad un programma di globalizzazione automobilistica voluto dal presidente Charlos Ghosn durante gli anni 2000, e che mira alla creazione di una gamma di world car, in realtà destinate solo a particolari mercati, tra cui spiccano alcuni di quelli emergenti, ma anche una buona parte di mercati europei, tra cui quello francese, ma tra i quali non è incluso quello italiano.
La nuova vettura non nasce quindi da un progetto a sé, e neppure si può dire che sfrutti la meccanica di altre vetture, poiché in realtà non si tratta che di una vettura già esistente e rimarchiata con lo stemma della Losanga. Questa vettura è la Samsung SM5, giunta a quel punto alla sua terza generazione, un modello prodotto dalla sudcoreana Renault Samsung Motors già a partire dal 2007. Della SM5, la nuova berlina ripropone quindi la stessa identica carrozzeria a tre volumi, un'impostazione molto classica che è in contrasto con quella a due volumi e mezzo della Safrane prodotta negli anni novanta ed ancor più con la carrozzeria della Vel Satis. La vettura è leggermente più lunga dei due precedenti modelli, sebbene le quote d'abitabilità interna siano comunque inferiori a quelle della Vel Satis, ed è a sua volta basata sulla piattaforma della Renault Laguna. Ciò che differenzia la Latitude dalla sua "cugina" coreana è il gruppo plancia-cruscotto, che invece è derivato da quello utilizzato sulla Samsung SM7 e sulla Renault Laguna III.
La presentazione ufficiale si è avuta nell'agosto del 2010 al Motor Show di Mosca (la Russia è uno dei mercati cui è destinata la nuova berlina, di cui viene svelato il nome definitivo: Latitude. Una seconda presentazione si ha al Salone di Parigi nell'autunno dello stesso anno.
Più precisamente, la Latitude, ha debuttato commercialmente nei seguenti mercati:
- Europa: Francia, Spagna, Belgio, Ungheria, Polonia, Austria, Repubblica Ceca, Slovacchia, Russia e Ucraina;
- Asia: Turchia e Cina
- Africa: Algeria e Marocco.

La Latitude viene proposta inizialmente con un'unità a benzina e tre unità a gasolio, turbodiesel common rail:
- motore M4R, da 1997 cm³ e 138 CV di potenza massima;
- motore M9R da 1998 cm³, in due livelli di potenza, da 150 e da 175 CV;
- motore V6 V9X da 2993 cm³, con potenza massima di 238 CV.

Non in tutti i Paesi ove prevista, la Latitude è proposta nella stessa gamma: per esempio in Francia ed in Belgio non sono previste motorizzazioni a benzina.
Viene prodotta negli stabilimenti sudcoreani di Pusan, come la "gemella" SM5.
Nel 2013 la vettura è stata sottoposta ad un leggero restyling, visibile nel frontale dove trovano posto fari leggermente più grandi e provvisti di luci a led. Per quanto riguarda la gamma motori, essa viene costituita a questo punto solo da motori diesel, cioè i tre già menzionati (2 litri da 150 o 175 CV e 3 litri da 240 CV).
Nel 2015 viene sostituita dalla Renault Talisman.

## La Renault Safrane III
In seguito, qualche tempo dopo l'avvio della sua commercializzazione nei Paesi già elencati, la Latitude ha cominciato ad essere venduta anche nei Paesi del Golfo Persico ed in Messico, ma in questi Paesi la commercializzazione avvenne con la denominazione di Safrane III, volendo in questo modo stabilire un legame con la Safrane II a sua volta derivata dalla seconda serie della SM5 e con l'omonima grossa berlina degli anni novanta venduta anche in Italia. La Safrane III è invece derivata strettamente dalla SM5, della quale riprende anche il disegno di plancia e cruscotto.
L'unica motorizzazione disponibile per la Safrane III è il V6 turbodiesel da 3 litri già presente in altri modelli della gamma.